# 3.ª etapa do Giro d'Italia de 2018
A 3.ª etapa do Giro d'Italia de 2018 teve lugar a 6 de maio de 2018 entre Bersebá e Eilat sobre um percurso de 229 km e foi vencida ao sprint pelo ciclista italiano Elia Viviani da equipa Quick-Step Floors, que ganha a sua segunda vitória de etapa na presente edição do Giro.

## Classificação da etapa
| \| Classificação por etapas \| Classificação por etapas \| Classificação por etapas \| Classificação por etapas \| Classificação por etapas \| \| Ciclista \| Ciclista \| Equipe \| Tempo \| \| \| ------------------------ \| ------------------------ \| ----------------------------- \| ------------------------ \| ------------------------ \| \| 1. \| Elia Viviani \| Quick-Step Floors \| 5h02m09s \| \| \| 2. \| Sacha Modolo \| EF Education First-Drapac \| + 0s \| \| \| 3. \| Sam Bennett \| Bora-Hansgrohe \| + 0s \| \| \| 4. \| Jakub Mareczko \| Wilier Triestina-Selle Italia \| + 0s \| \| \| 5. \| Danny van Poppel \| LottoNL-Jumbo \| + 0s \| \| \| 6. \| Jens Debusschere \| Lotto-Soudal \| + 0s \| \| \| 7. \| Manuel Belletti \| Androni Giocattoli-Sidermec \| + 0s \| \| \| 8. \| Baptiste Planckaert \| Katusha-Alpecin \| + 0s \| \| \| 9. \| Mads Pedersen \| Trek-Segafredo \| + 0s \| \| \| 10. \| José Gonçalves \| Katusha-Alpecin \| + 0s \| \| |                     |                               |          |
| |                     |                               |          |
| Fonte: ProCyclingStats |                     |                               |          |
| Classificação por etapas |                     |                               |          |
| Ciclista | Ciclista            | Equipe                        | Tempo    |
| 1. | Elia Viviani        | Quick-Step Floors             | 5h02m09s |
| 2. | Sacha Modolo        | EF Education First-Drapac     | + 0s     |
| 3. | Sam Bennett         | Bora-Hansgrohe                | + 0s     |
| 4. | Jakub Mareczko      | Wilier Triestina-Selle Italia | + 0s     |
| 5. | Danny van Poppel    | LottoNL-Jumbo                 | + 0s     |
| 6. | Jens Debusschere    | Lotto-Soudal                  | + 0s     |
| 7. | Manuel Belletti     | Androni Giocattoli-Sidermec   | + 0s     |
| 8. | Baptiste Planckaert | Katusha-Alpecin               | + 0s     |
| 9. | Mads Pedersen       | Trek-Segafredo                | + 0s     |
| 10. | José Gonçalves      | Katusha-Alpecin               | + 0s     |

## Classificações ao final da etapa

### Classificação geral
| \| Classificação geral \| Classificação geral \| Classificação geral \| Classificação geral \| Classificação geral \| \| Ciclista \| Ciclista \| Equipe \| Tempo \| \| \| ------------------- \| ----------------------- \| ------------------- \| ------------------- \| ------------------- \| \| 1. \| Rohan Dennis \| BMC Racing Team \| 9h05m30s \| \| \| 2. \| Tom Dumoulin \| Team Sunweb \| + 1s \| \| \| 3. \| José Gonçalves \| Katusha-Alpecin \| + 13s \| \| \| 4. \| Alex Dowsett \| Katusha-Alpecin \| + 17s \| \| \| 5. \| Pello Bilbao \| Astana \| + 19s \| \| \| 6. \| Simon Yates \| Mitchelton-Scott \| + 21s \| \| \| 7. \| Maximilian Schachmann \| Quick-Step Floors \| + 22s \| \| \| 8. \| Tony Martin \| Katusha-Alpecin \| + 28s \| \| \| 9. \| Domenico Pozzovivo \| Bahrain-Merida \| + 28s \| \| \| 10. \| Carlos Alberto Betancur \| Movistar Team \| + 29s \| \| |                         |                   |          |
| |                         |                   |          |
| Fonte: ProCyclingStats |                         |                   |          |
| Classificação geral |                         |                   |          |
| Ciclista | Ciclista                | Equipe            | Tempo    |
| 1. | Rohan Dennis            | BMC Racing Team   | 9h05m30s |
| 2. | Tom Dumoulin            | Team Sunweb       | + 1s     |
| 3. | José Gonçalves          | Katusha-Alpecin   | + 13s    |
| 4. | Alex Dowsett            | Katusha-Alpecin   | + 17s    |
| 5. | Pello Bilbao            | Astana            | + 19s    |
| 6. | Simon Yates             | Mitchelton-Scott  | + 21s    |
| 7. | Maximilian Schachmann   | Quick-Step Floors | + 22s    |
| 8. | Tony Martin             | Katusha-Alpecin   | + 28s    |
| 9. | Domenico Pozzovivo      | Bahrain-Merida    | + 28s    |
| 10. | Carlos Alberto Betancur | Movistar Team     | + 29s    |

### Classificação por pontos
| Classificação por pontos | Classificação por pontos | Classificação por pontos      | Classificação por pontos | Classificação por pontos |
| Ciclista                 | Ciclista                 | Equipe                        | Pontos                   |                          |
| ------------------------ | ------------------------ | ----------------------------- | ------------------------ | ------------------------ |
| 1.                       | Elia Viviani             | Quick-Step Floors             | 130 pts                  |                          |
| 2.                       | Sacha Modolo             | EF Education First-Drapac     | 55 pts                   |                          |
| 3.                       | Jakub Mareczko           | Wilier Triestina-Selle Italia | 53 pts                   |                          |
| 4.                       | Sam Bennett              | Bora-Hansgrohe                | 50 pts                   |                          |
| 5.                       | Guillaume Boivin         | Israel Cycling Academy        | 48 pts                   |                          |
| 6.                       | Rohan Dennis             | BMC Racing Team               | 32 pts                   |                          |
| 7.                       | Marco Frapporti          | Androni Giocattoli-Sidermec   | 24 pts                   |                          |
| 8.                       | Davide Ballerini         | Androni Giocattoli-Sidermec   | 20 pts                   |                          |
| 9.                       | Manuel Belletti          | Androni Giocattoli-Sidermec   | 18 pts                   |                          |
| 10.                      | Niccolò Bonifazio        | Bahrain-Merida                | 18 pts                   |                          |

### Classificação da montanha
| Classificação da montanha | Classificação da montanha | Classificação da montanha   | Classificação da montanha | Classificação da montanha |
| Ciclista                  | Ciclista                  | Equipe                      | Pontos                    |                           |
| ------------------------- | ------------------------- | --------------------------- | ------------------------- | ------------------------- |
| 1.                        | Enrico Barbin             | Bardiani CSF                | 5 pts                     |                           |
| 2.                        | Marco Frapporti           | Androni Giocattoli-Sidermec | 3 pts                     |                           |
| 3.                        | Guillaume Boivin          | Israel Cycling Academy      | 3 pts                     |                           |
| 4.                        | Davide Ballerini          | Androni Giocattoli-Sidermec | 1 pt                      |                           |

### Classificação dos jovens
| Classificação dos jovens | Classificação dos jovens | Classificação dos jovens | Classificação dos jovens | Classificação dos jovens |
| Ciclista                 | Ciclista                 | Equipe                   | Tempo                    |                          |
| ------------------------ | ------------------------ | ------------------------ | ------------------------ | ------------------------ |
| 1.                       | Maximilian Schachmann    | Quick-Step Floors        | 9h05m52s                 |                          |
| 2.                       | Valerio Conti            | UAE Team Emirates        | + 8s                     |                          |
| 3.                       | Mads Würtz               | Katusha-Alpecin          | + 9s                     |                          |
| 4.                       | Felix Großschartner      | Bora-Hansgrohe           | + 10s                    |                          |
| 5.                       | Sam Oomen                | Team Sunweb              | + 21s                    |                          |
| 6.                       | Ben O'Connor             | Dimension Data           | + 28s                    |                          |
| 7.                       | Nico Denz                | AG2R La Mondiale         | + 31s                    |                          |
| 8.                       | Miguel Ángel López       | Astana                   | + 35s                    |                          |
| 9.                       | Ryan Mullen              | Trek-Segafredo           | + 36s                    |                          |
| 10.                      | Ryan Gibbons             | Dimension Data           | + 40s                    |                          |

### Classificações por equipas

#### Classificação por tempo
| Classificação por equipes | Classificação por equipes | Classificação por equipes | Classificação por equipes |
| Equipe                    | Equipe                    | Tempo                     |                           |
| ------------------------- | ------------------------- | ------------------------- | ------------------------- |
| 1.                        | Katusha-Alpecin           | 27h17m28s                 |                           |
| 2.                        | Lotto Soudal              | + 39s                     |                           |
| 3.                        | BMC Racing Team           | + 41s                     |                           |
| 4.                        | Bora-Hansgrohe            | + 50s                     |                           |
| 5.                        | Astana                    | + 50s                     |                           |
| 6.                        | Movistar Team             | + 51s                     |                           |
| 7.                        | Quick-Step Floors         | + 52s                     |                           |
| 8.                        | UAE Team Emirates         | + 56s                     |                           |
| 9.                        | Team Sunweb               | + 1m04s                   |                           |
| 10.                       | Mitchelton-Scott          | + 1m06s                   |                           |

#### Classificação por pontos
| Classificação por equipes | Classificação por equipes | Classificação por equipes | Classificação por equipes |
| Equipe                    | Equipe                    | Pontos                    |                           |
| ------------------------- | ------------------------- | ------------------------- | ------------------------- |

## Abandonos
Nenhum.